# Malásia Peninsular

Malásia Peninsular, Malásia Continental, Malásia Ocidental ou Malásia do Oeste é o território da Malásia que se encontra localizado na Península da Malásia, e partilha fronteira terrestre com a Tailândia a norte e com Singapura a sul. Tem uma área aproximada de 131 598 km² e é a principal responsável pelo desenvolvimento económico do reino malaio. Concentra a maioria da população do país. Através do estreito de Malaca, a oeste fica a ilha de Samatra. A leste, no Mar da China, fica a gigantesca ilha de Bornéu, onde está a outra parte do país, a Malásia Oriental.

## Origens do nome
Crê-se hoje em dia que o nome Malaya que terá dado origem a Malásia deriva do termo com que se designa um rio da ilha de Samatra.

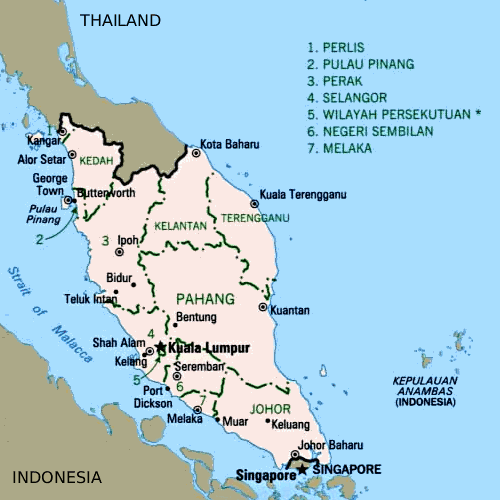
Mapa da Malásia Peninsular.

## Estados e territórios
Na Malásia Peninsular incluem-se um total de 11 estados e 2 territórios federais:
- Norte: Perlis, Kedah, Penang, Perak.
- Costa Oriental: Kelantan, Terengganu, Pahang.
- Centro: Estado de Selangor, e territórios federais de Kuala Lumpur e Putrajaya.
- Sul: Negeri Sembilan, Malaca, Johor.